# Nyugati germán nyelvek
A nyugati germán nyelvek a germán nyelvek egyik nagy ága. Közéjük tartoznak a mai Németország területén a Nyugatrómai Birodalom összeomlásáig élt germán népek nyelvének utódai, azaz az anglofríz nyelvek (angol és fríz), a német, a holland, illetve ezek dialektusai. Szintén a nyugati germán nyelvek közé tartozik a jiddis.
- Nyugati germán nyelvek
  - Anglofríz (északi-tengeri) csoport
    - óangol
    - ószász
    - angol
    - fríz

  - Déli csoport
    - felnémet
      - német
      - jiddis
      - luxemburgi
      - pennsylvaniai német (pennsilfaanisch)

    - alnémet
    - holland ill. flamand
    - afrikaans

## Angol nyelv
A Nyugatrómai Birodalom összeomlásával egyidőben, az 5. század közepétől a Németalföld nyugati felén élő angol, szász és jüt törzsek inváziót indítottak a Brit-szigetek ellen, és elfoglalták a piktek és kelták (gaelek) által lakott területeket. Az angol nyelv tehát az 5. századtól indult önálló fejlődésnek.

## Német nyelv
A német nyelv dialektusokban meglehetősen gazdag. A dialektusok három fő zónára bontják a németül beszélő területeket: alnémet (niederdeutsch), középnémet (mitteldeutsch) és felnémet (hochdeutsch).
A felnémet az Alpokban élő germán lakosság körében az 5–7. században lezajlott úgynevezett második vagy ófelnémet hangeltolódás eredményeként vált el a többi német dialektustól. A folyamat később a középnémet dialektusban is lezajlott.
A standard német nyelv a lutheri Biblia-fordítás kapcsán alakult ki a felnémet és középnémet dialektusból. Ma a Hannover környéki nyelvjárás áll a legközelebb a standard német nyelvhez.

## Holland nyelv
A holland nyelv az anglofríz nyelvek legközelebbi rokona, amely azonban korán elkülönült a szomszédos fríz nyelv dialektusaitól, és jó ideig az ónémet nyelvvel együtt fejlődött. Azonban az alnémethez hasonlóan nem vett részt a második hangeltolódásban, így fejlődési útja is elvált a standard némettől.

## Közös vonások
A nyugati germán nyelvek közeli rokonságban állnak egymással, amely már kezdő nyelvtanulóként is szembeötlő, még olyan nyelvek esetén is, mint az angol és a német, jóllehet, az előbbi egy szigeten fejlődött tovább, így jelentős latin és ófrancia hatás érte. A legalapvetőbb jelenségeket megnevező szavak mellett teljes nyelvtani szerkezetek és rendszerek feleltethetőek meg egymásnak. Különösen szembeötlő az archaikus vagy fennkölt angol stílusban meglévő germán szavak: aloft/y ('fel/emelkedett') ~die Luft (ném: "levegő"), She longs for him: vágyik utána ~Ver|lang|en (ném "vágyakozás) stb.  
Névelő:
- the house és the answer ~ die, der; das (a die alak megfelelője angolban csak magánhangzóval kezdődő szó előtt jelentkezik)

Névmások:
- this, these ~ dies, diese, dieser, dieses (ez)
- I ~ ich (én)
- thou (régies) ~ du (te)
- she ~ sie (ő, nőnem)
- him ~ ihm (őt, neki; hímnem)
- here ~ hier (itt)
- there ~ dort (ott)

stb.
Névmások és a belőlük alakult vonatkozó névmások, illetve kötőszavak:
- das ~ that (az, az a…)
- das ~ that (ami)
- dass ~ that (hogy)

A w-vel kezdődő kérdő névmások töve:
- why? ~ warum?
- Where? Who? ~ Wo? Wohin? Wer? (hol/hová? ki?)

stb.
Az elöljárószavak:
- in ~ in (-ban/-ben, benne)
- on ~ an (-on/-en/-ön, rajta)

stb.
Az általános többes szám és a szász genitívjele: s ~ s.
A fosztóképző: un- ~ un-, pl. un|believable ~ un|glaublich (hihetetlen).
Az -l képző:
- spindle, die Spindel,-n ~ orsó
- nipple, der Nippel,- ~ mellbimbó

A módbeli segédigék és jelentésárnyalataik, melyek használata eltérhet:
- will ~ will (’fog, akar’; angolban az ’akarni’ jelentése ritkább)

Ich will da sein. ~ ott akarok lenni
You exist because I willed it. 
~ Létezel, mert úgy akartam.
I will her to survive. ~ Akarom, hogy túlélje.
What is your will?
Mit akarsz?
I will her to live
Akarom, hogy éljen
- may, might ~ mögen, mag

Ezek esetében a  valószínűség és a kötőmód használata a mai napig mindkét nyelvben megfigyelhető, de a megterheltség és a stiláris regiszter már eltéréseket mutat:
- Sie mag 16 jahre alt sein. (Talán 16 éves lehet.)
- You might say that. (Úgy is mondhatjuk/Úgy is mondhatnánk.)

Továbbá a régies angol:
- Long may she reign! (Uralkodjon sokáig [a királynő]!)

és a német
- Er möge lange leben! (Éljen soká!)

A testrészek nevei:
- the hand, the hands ~ die Hand, die Hände (a kéz, a kezek)
- the finger, the fingers ~ der Finger, die Finger (az ujj, az ujjak)
- the nail, the nails ~ der Nagel, die Nägel (a köröm, a körmök)
- (the nail, the nails ~ der Nagel, die Nägel ~ szög, szögek midnkét nyelvben)
- the navel, the navels ~ der Nabel, die Nabel (a köldök, a köldökök)

stb.
Alapvető tulajdonságok:
- sharp ~ scharf (éles)
- small ~ schmall (angol: ’kicsi’, német: ’keskeny’)
- shape ~ schaffen (alak; alakítani, formázni)
- raw ~ roh (nyers [étel], feldolgozatlan [anyag], kidolgozatlan [folyamat] jelentés mindkét nyelvben)
- frolic(s) ~ froh ~ vidámság, vidám

Érzékszervi érzékelés:
- cold ~ kalt (hideg)
- warm ~ warm  (meleg
- growth ~ gross (növekedni / nagy)
- sweet ~ süß (édes)
- salted ~ salzig (sós)
- bitter ~ bitter (keserű)
- sour ~ sauer (savanyú)
- cool ~ kühl (hűvös)
- lukewarm ~ lauwarm (langyos)
- lust ~ Die Lust ~ vágy/kedv

stb.
A néma k-t tartalmazó szavak. A leírásban külön jelöltük azt, hogy a k eltűnésével hangzásilag két szó is egybeesett: a knight ('lovag') és night ('éjszaka'), illetve a kneed ('gyúrni') és a need ('szükséges'). A helyesírás a hangtani változást nem jelöli. A német megfelelőkben nemcsak a k nem tűnt el, de a magánhangzók is különbözőek. A szolga/lovag jelentések kialakulásában a germán nyelvekre jellemző flexió mindkét nyelvben megfigyelhető (Knee ~ Knight és das Knie ~ der Knecht), jelentéstanilag motivált, aki térdelt, többnyire alattvaló volt.
- knee ~ das Knie ~ térd

- kneed ~ kneten ~ gyúr (tesztát)
- ! need ~ die Not (die Nöte) ~ szükség, szükségel
- knot ~ der Knoten ~ csomó (hajózásban is)
- know ~ können/kennen ~ ismerni, tudni
- knight ~ der Knecht ~ lovag / szolga (aki térdel)
- ! night ~die Nacht (Die Nächte) ~ éjszaka
- gnat ~ Gnitzen ~ púpos szúnyog / szúnyogok (állattan).
- gnaw ~ nagen ~ rágcsálni, harapdálni
- knob ~ der Knopf ~ gomb
- knuckle ~ der Knöchel ~ ujjperc, ujjbütyök
- knoll ~ die Knolle ~ rög, gumó, virághagyma, dombocska
- knurl ~  knorren ~ bütyök (fán); gallyakkal teli fatörzs
- knife ~ kneifen (kés; megcsíp)

Az állatok nevei:
- moth ~ die Motte,-n ~moly
- mouse, mice ~ Die Maus, die Mäuse ~ egér
- ant /(óangol: aemete) ~ die Ameise,-n ~ hangya
- weasel ~ das Wiesel ~ menyét
- bear (óangol: beran) ~ der Bär,-en
- owl ~die Eule,-n - bagoly